# Kirchenmusikdirektor

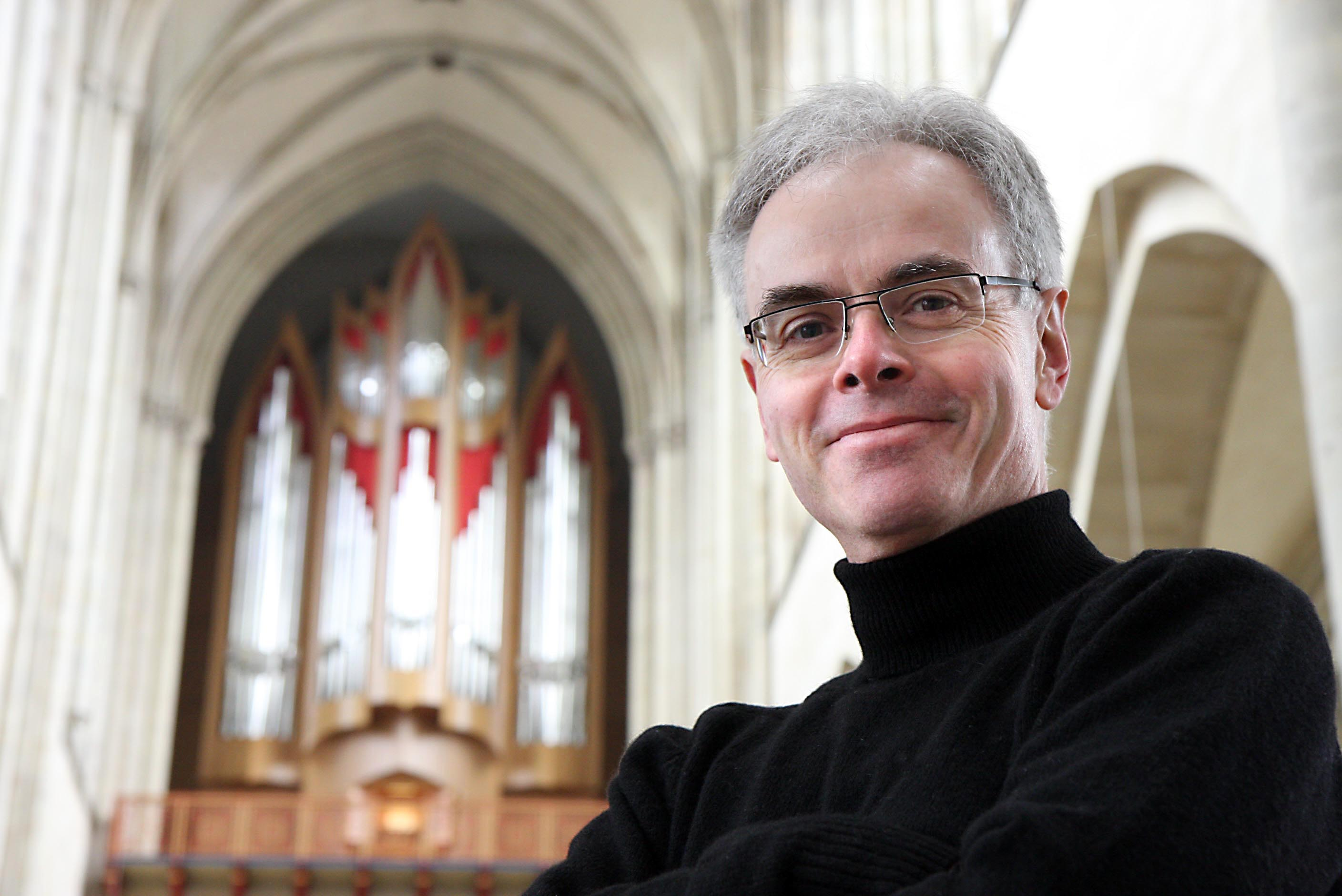
Kirchenmusikdirektor vor Domorgel

Der Titel Kirchenmusikdirektor (abgekürzt KMD) wird in Deutschland durch die Leitungen der Evangelischen Landeskirchen oder der katholischen Diözesen an (in der Regel hauptamtliche) Kirchenmusiker für bestimmte Leitungsaufgaben innerhalb der kirchenmusikalischen Arbeit oder als Würdigung für langjährige herausragende Leistungen auf dem Gebiet der Kirchenmusik verliehen. Er ist also, je nach Landeskirche oder Bistum, entweder eine Dienstbezeichnung oder ein Ehrentitel.

## Regionale und konfessionelle Besonderheiten
Im Bistum Limburg ist die Verleihung des Titels an besondere Aufgabenstellungen und Funktionen wie etwa Glockensachverständiger, Orgelsachverständiger (auch Orgelpfleger) oder Leiter des Referates Kirchenmusik gebunden.
In vielen lutherischen Landeskirchen ist „Kirchenmusikdirektor“ eine Dienstbezeichnung für den leitenden Kirchenmusiker eines Kirchenkreises.
In der Evangelischen Landeskirche Württemberg, der Evangelischen Kirche Berlin-Brandenburg-schlesische Oberlausitz und einigen anderen evangelischen Landeskirchen handelt es sich um einen reinen Ehrentitel; mit der Ernennung sind keine erhöhten finanziellen Bezüge oder andere Privilegien verbunden. Die Urkunde stellt der Landesbischof aus. In Württemberg wird der Titel in der Regel am Sonntag Kantate verliehen.
Die Evangelische Kirche im Rheinland kann für überragende Leistungen und überregionale Wirksamkeit auf kirchenmusikalischem Gebiet durch die Kirchenleitung den Titel Kirchenmusikdirektorin oder Kirchenmusikdirektor verleihen. Laut Vizepräses Christoph Pistorius steht der Titel Direktor „für die Wahrnehmung einer Leitungs- oder Führungsposition, steht für Verantwortung, Anregungskompetenz und die besondere Herausforderung im Blick auf strategische Fragen“. Die Zahl der Titelträger ist begrenzt und beträgt 18. Sie steht nach Aussage der Landeskirche „in einem Verhältnis zur Zahl der kirchenmusikalisch hauptamtlich besetzten Stellen.“

## Weitere Differenzierungen bei leitenden Ämtern
Der führende Kirchenmusiker einer Evangelischen Landeskirche heißt in der Regel Landeskirchenmusikdirektor (abgekürzt LKMD), je nach Kirche auch Landeskantor oder Landeskirchenmusikwart. Er hat die Fachaufsicht über alle Kantoren und trägt in besonderer Weise Verantwortung für das kirchenmusikalische Geschehen innerhalb der Kirche. Dazu hält er engen Kontakt zu den Bezirkskantoren (in manchen Landeskirchen auch Kreiskantoren genannt) und ist ihr fachlicher Ansprechpartner. In der Regel ist er bei den kirchenmusikalischen Abschlussprüfungen (A-, B- und C-Examen) anwesend. Ferner hält er Kontakt zu den kirchenmusikalischen Ausbildungsstätten (Musikhochschulen und Kirchenmusikhochschulen). Eine besondere Verantwortung hat er bei der Erstellung und Betreuung von kirchlichen Gesangbüchern. Seine Besoldungsgruppe ist A 13 oder A 14.
In manchen katholischen Diözesen und Landeskirchen führen die Leiter der Ämter oder Referate für Kirchenmusik auch den Titel Diözesankirchenmusikdirektor (DKMD) oder Diözesanmusikdirektor (DMD).

## Umgang mit dem Titel
Der Titel kann als Berufsbezeichnung bzw. Ehrentitel (etwa bei Namensnennung bei Konzerten) vor dem Namen geführt werden (zum Beispiel: KMD N. N.).